# 모지 (신라)
모지(謀支, ?~?)는 신라의 관리이다.

## 생애
660년, 고구려가 칠중성을 공격하자 그는 상간의 관등으로서 20여일 간 고구려군을 막아냈다. 하지만 식량이 떨어지게 되고 고구려군의 불을 이용한 공격에 맞서 화살을 쏘며 끝까지 항전했지만 성은 함락되었다.